# Sắc đẹp vĩnh cửu
Sắc đẹp vĩnh cửu (tiếng Anh: The Age of Adaline) là một bộ phim kỳ ảo lãng mạn của Mỹ 2015 về một phụ nữ có khả năng miễn dịch lão hóa sau khi gặp tai nạn ở tuổi 29. Phim do Lee Toland Krieger đạo diễn và viết kịch bản bởi J. Mills Goodloe và Salvador Paskowitz. Phim có sự tham gia của Blake Lively, Michiel Huisman, Kathy Baker, Amanda Crew, Harrison Ford và Ellen Burstyn. Phim dự kiến khởi chiếu ngày 24 tháng 4 năm 2015 bởi Lionsgate Films.